# Troy Pierce
Troy Pierce est un DJ et compositeur de musique électronique américain. Il fait aussi partie du duo Louderbach, en compagnie de Gibby Miller.

## Discographie

### Albums
- Gone Astray, Minus, 2007

### Singles et maxis
- Master Of Slack EP, Minus, 2004
- Run, Minus, 2005
- Red Velvet Lines (Blackbox), Mo's Ferry Prod., 2005
- 25 Bitches vol. I, Minus, 2006
- 25 Bitches vol. II, Minus, 2006

#### Artistes proches et amis
- Richie Hawtin
- Magda
- Marc Houle